# Microgastrinae
Microgastrinae — підродина браконідових ос, що охоплює майже 3000 описаних видів, із приблизно 30 000–50 000 видів. Це робить його однією з найбагатших підродин з найбільшою кількістю видів паразитоїдних ос.

## Роди
Ці 84 роди належать до підродини Microgastrinae:
- Agupta Fernandez-Triana, 2018
- Alloplitis Nixon, 1965
- Alphomelon Mason, 1981
- Apanteles Förster, 1862
- Austinicotesia Fernandez-Triana, 2018
- Austrocotesia Austin & Dangerfield, 1992
- Beyarslania Koçak & Kemal, 2009
- Billmasonius Fernandez-Triana, 2018
- Buluka de Saeger, 1948
- Carlmuesebeckius Fernandez-Triana, 2018
- Chaoa Luo & You, 2004
- Choeras Mason, 1981
- Clarkinella Mason, 1981
- Cotesia Cameron, 1891
- Cuneogaster Choi & Whitfield, 2006
- Dasylagon Muesebeck, 1958
- Deuterixys Mason, 1981
- Diolcogaster Ashmead, 1900
- Distatrix Mason, 1981
- Dodogaster Rousse, 2013
- Dolichogenidea Viereck, 1911
- Eripnopelta Chen, 2017
- Exix Mason, 1981
- Exoryza Mason, 1981
- Exulonyx Mason, 1981
- Fornicia Brullé, 1846
- Gilbertnixonius Fernandez-Triana, 2018
- Glyptapanteles Asmead, 1904
- Hygroplitis Thomson, 1895
- Hypomicrogaster Ashmead, 1898
- Iconella Mason, 1981
- Illidops Mason, 1981
- Janhalacaste Fernandez-Triana, 2018
- Jenopappius Fernandez-Triana, 2018
- Jimwhitfieldius Fernandez-Triana, 2018
- Keylimepie Fernández-Triana, 2016
- Kiwigaster Fernández-Triana, Whitfield & Ward, 2011
- Kotenkosius Fernandez-Triana, 2018
- Larissimus Nixon, 1965
- Lathrapanteles Williams, 1985
- Mariapanteles Whitfield & Fernández-Triana, 2012
- Markshawius Fernandez-Triana, 2018
- Microgaster Latreille, 1804
- Microplitis Förster, 1862
- Miropotes Nixon, 1965
- Napamus Papp, 1993
- Neoclarkinella Rema & Narendran, 1996
- Nyereria Mason, 1981
- Ohenri Fernandez-Triana, 2018
- Papanteles Mason, 1981
- Parapanteles Ashmead, 1900
- Parenion Nixon, 1965
- Paroplitis Mason, 1981
- Pelicope Mason, 1981
- Philoplitis Nixon, 1965
- Pholetesor Mason, 1981
- Prasmodon Nixon, 1965
- Promicrogaster Brues & Richardson, 1913
- Protapanteles Ashmead, 1898
- Protomicroplitis Ashmead, 1898
- Pseudapanteles Ashmead, 1898
- Pseudofornicia van Achterberg, 2015
- Pseudovenanides Xiao & You, 2002
- Qrocodiledundee Fernandez-Triana, 2018
- Rasivalva Mason, 1981
- Rhygoplitis Mason, 1981
- Sathon Mason, 1981
- Semionis Nixon, 1965
- Sendaphne Nixon, 1965
- Shireplitis Fernández-Triana & Wardan Achterberg, 2013
- Silvaspinosus Fernandez-Triana, 2018
- Snellenius Westwood 1882
- Tobleronius Fernandez-Triana, 2018
- Ungunicus Fernandez-Triana, 2018
- Venanides Mason, 1981
- Venanus Mason, 1981
- Wilkinsonellus Mason, 1981
- Xanthapanteles Whitfield, 1995
- Xanthomicrogaster Cameron, 1911
- Ypsilonigaster Fernandez-Triana, 2018
- Zachterbergius Fernandez-Triana, 2018
- † Dacnusites Cockerell, 1921
- † Eocardiochiles Brues, 1933
- † Palaeomicrogaster Belokobylskij, 2014

## Опис і поширення
Ці оси невеликі, з 18 сегментованими антенами. Більшість видів чорні або коричневі, деякі більш кольорові. Багато видів досить морфологічно схожі, щоб вважатися криптичними видами. Види цієї підродини поширені по всьому світу.

## Коеволюція з поліднавірусами
Microgastrinae потребують вірусу для розмноження. Як саме це робиться, це введення яйцеклітин з провірусним геномом і віріонами в порожнину хазяїна. Потім віріони інфікують і виділяють свою ДНК у клітини хазяїна, не даючи їм вбити потомство оси, а натомість сприяють його росту в тілі хазяїна.